# Natuurpark Strandzha

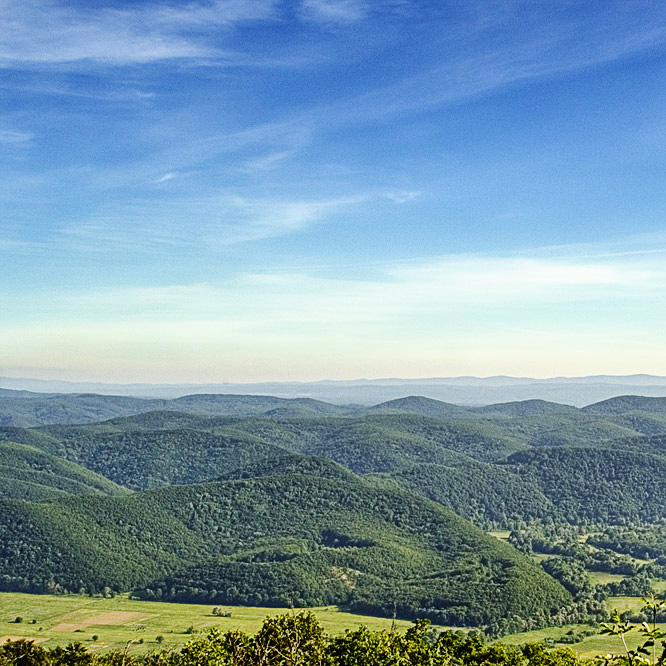

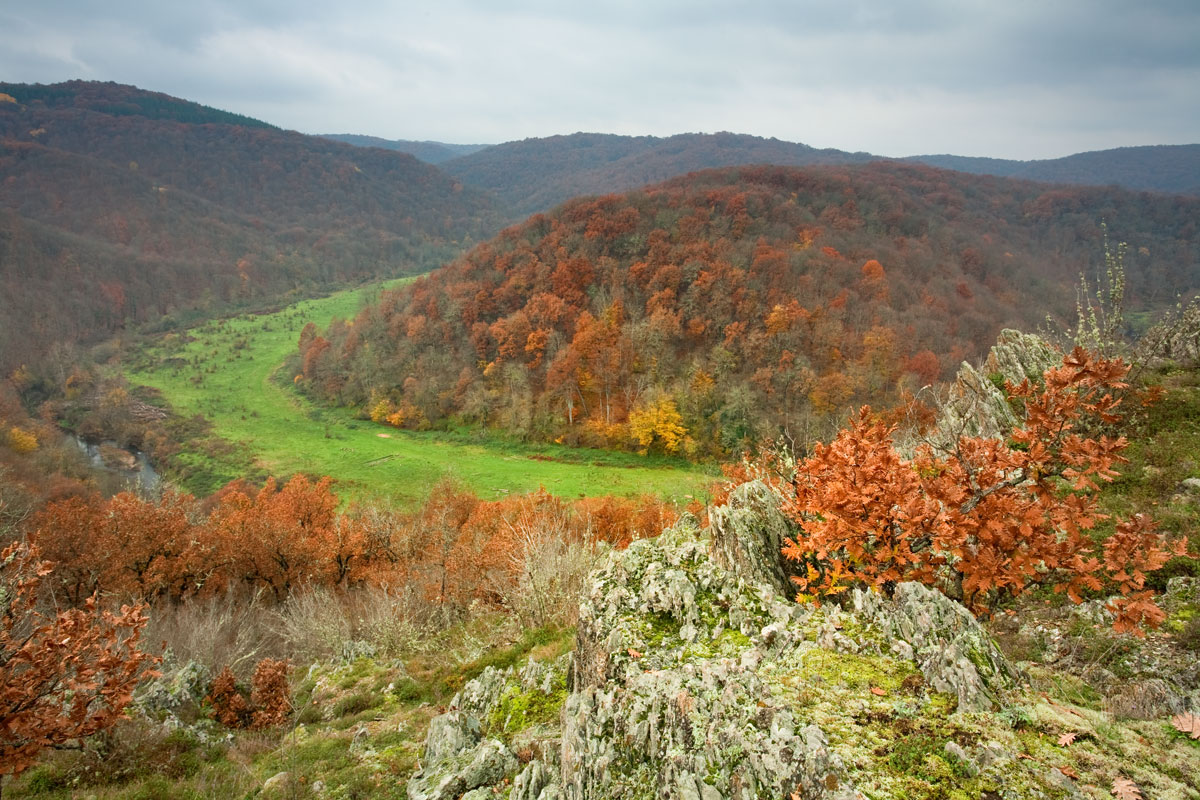

Natuurpark Strandzha of Strandzja (Bulgaars: Природен парк Странджа ) is een natuurpark in Bulgarije. Het park ligt aan de Zwarte Zee en de grens met Turkije. Het is 1161 vierkante kilometer groot en werd opgericht in 1995. Het natuurpark omvat heuvels en loofbossen, stranden en baaien. In het park komt ree, edelhert, everzwijn, goudjakhals, otter, wilde kat voor. Het park maakt deel uit van het European Green Belt-initiatief.